# Joel Untersee
Joel Untersee (Johannesburg, 11 febbraio 1994) è un ex calciatore sudafricano con cittadinanza svizzera, di ruolo difensore.

## Caratteristiche tecniche
È un terzino destro, dotato di buona velocità, inoltre può giocare all'occorrenza anche come esterno di centrocampo sulla fascia destra.

## Carriera

### Giovanili
Nato a Johannesburg, in Sudafrica, si trasferì in Svizzera in età giovanissima e scelse da subito di optare per la nazionalità elvetica. Entrò a far parte delle giovanili dello Zurigo nel 2010, prima di essere acquistato dalla Juventus ad ottobre dello stesso anno.

### Vaduz
Il 1º gennaio 2014 viene ceduto in prestito ai liechtensteinesi del Vaduz, militanti nella seconda divisione svizzera, per sei mesi. Debutta quindi da professionista il 3 febbraio nel match vinto 2-0 contro il Lugano.
Segna la sua prima rete nella semifinale di Coppa del Liechtenstein 2013-2014, vinta 8-0 contro il Ruggell.
Il prestito viene rinnovato per le successive due stagioni. Nei tre anni in prestito, il calciatore vince 3 Coppe del Liechtenstein e una Challenge League.

### Juventus e il prestito al Brescia
Il 1º luglio 2016, alla scadenza del prestito, fa ritorno alla Juventus dove svolge la preparazione precampionato con la prima squadra, partecipando alle amichevoli estive pur rimanendo fuori dai piani di Massimiliano Allegri. Il 31 agosto viene ceduto in prestito al Brescia.

### Nazionale
Compie tutta la trafila delle nazionali giovanili elvetiche militando nell'Under-15 sino a giocare nell'Under-21 svizzera. In possesso del doppio passaporto, tuttavia nel marzo 2018 dopo un colloquio con il CT. dei Bafana Bafana Stuart Baxter, sceglie di optare per il paese di origine ovvero di rappresentare il Sudafrica.

## Statistiche

### Presenze e reti nei club
| Stagione        | Squadra         | Campionato      | Campionato | Campionato | Coppe nazionali | Coppe nazionali | Coppe nazionali | Coppe continentali | Coppe continentali | Coppe continentali | Altre coppe | Altre coppe | Altre coppe | Totale | Totale |
| Stagione        | Squadra         | Comp            | Pres       | Reti       | Comp            | Pres            | Reti            | Comp               | Pres               | Reti               | Comp        | Pres        | Reti        | Pres   | Reti   |
| --------------- | --------------- | --------------- | ---------- | ---------- | --------------- | --------------- | --------------- | ------------------ | ------------------ | ------------------ | ----------- | ----------- | ----------- | ------ | ------ |
| 2013-gen. 2014  | Juventus        | A               | -          | -          | CI              | -               | -               | UCL                | -                  | -                  | SI          | -           | -           | -      | -      |
| gen.-giu. 2014  | Vaduz           | CL              | 15         | 0          | CL              | 1               | 1               | -                  | -                  | -                  | -           | -           | -           | 16     | 1      |
| 2014-2015       | Vaduz           | SL              | 21         | 0          | CL              | 2               | 0               | UEL                | 3                  | 0                  | -           | -           | -           | 26     | 0      |
| 2015-2016       | Vaduz           | SL              | 21         | 0          | CL              | 1               | 0               | UEL                | 0                  | 0                  | -           | -           | -           | 22     | 0      |
| Totale Vaduz    | Totale Vaduz    | Totale Vaduz    | 57         | 0          |                 | 4               | 1               |                    | 3                  | 0                  |             | -           | -           | 64     | 1      |
| 2016-2017       | Brescia         | B               | 39         | 0          | CI              | 0               | 0               | -                  | -                  | -                  | -           | -           | -           | 39     | 0      |
| 2017-2018       | Empoli          | B               | 15         | 0          | CI              | 0               | 0               | -                  | -                  | -                  | -           | -           | -           | 15     | 0      |
| 2018-gen. 2019  | Empoli          | A               | 3          | 0          | CI              | 0               | 0               | -                  | -                  | -                  | -           | -           | -           | 3      | 0      |
| Totale Empoli   | Totale Empoli   | Totale Empoli   | 18         | 0          |                 | 0               | 0               |                    | -                  | -                  |             | -           | -           | 18     | 0      |
| gen.-giu. 2019  | Zurigo          | SL              | 8          | 0          | CS              | 1               | 0               | UEL                | 1                  | 0                  | -           | -           | -           | 10     | 0      |
| lug-ago. 2020   | Lugano          | SL              | 1          | 0          | CS              | -               | -               | -                  | -                  | -                  | -           | -           | -           | 1      | 0      |
| 2021            | HJK             | VL              | 0          | 0          | SC              | 4               | 0               | -                  | -                  | -                  | -           | -           | -           | 4      | 0      |
| Totale carriera | Totale carriera | Totale carriera | 122        | 0          |                 | 9               | 1               |                    | 4                  | 0                  |             | -           | -           | 135    | 1      |

### Cronologia presenze e reti in nazionale
| Cronologia completa delle presenze e delle reti in nazionale ― Svizzera under 21 | Cronologia completa delle presenze e delle reti in nazionale ― Svizzera under 21 | Cronologia completa delle presenze e delle reti in nazionale ― Svizzera under 21 | Cronologia completa delle presenze e delle reti in nazionale ― Svizzera under 21 | Cronologia completa delle presenze e delle reti in nazionale ― Svizzera under 21 | Cronologia completa delle presenze e delle reti in nazionale ― Svizzera under 21 | Cronologia completa delle presenze e delle reti in nazionale ― Svizzera under 21 | Cronologia completa delle presenze e delle reti in nazionale ― Svizzera under 21 |
| Data                                                                             | Città                                                                            | In casa                                                                          | Risultato                                                                        | Ospiti                                                                           | Competizione                                                                     | Reti                                                                             | Note                                                                             |
| -------------------------------------------------------------------------------- | -------------------------------------------------------------------------------- | -------------------------------------------------------------------------------- | -------------------------------------------------------------------------------- | -------------------------------------------------------------------------------- | -------------------------------------------------------------------------------- | -------------------------------------------------------------------------------- | -------------------------------------------------------------------------------- |
| 18-11-2014                                                                       | Thun                                                                             | Svizzera under 21                                                                | 1 – 1                                                                            | Scozia under 21                                                                  | Amichevole                                                                       | -                                                                                |                                                                                  |
| 16-11-2015                                                                       | Brighton                                                                         | Inghilterra under 21                                                             | 3 – 1                                                                            | Svizzera under 21                                                                | Qual. Europeo Under-21 2017                                                      | -                                                                                | 46’ - 90’                                                                        |
| Totale                                                                           |                                                                                  | Presenze                                                                         | 2                                                                                |                                                                                  | Reti                                                                             | 0                                                                                |                                                                                  |

## Palmarès

### Club

#### Competizioni nazionali
- Coppa del Liechtenstein: 3

Vaduz: 2013-2014, 2014-2015, 2015-2016
- Challenge League: 1

Vaduz: 2013-2014
- Campionato italiano di Serie B: 1

Empoli: 2017-2018

#### Competizioni giovanili
- Torneo di Viareggio: 1

Juventus: 2012
- Coppa Italia Primavera: 1

Juventus: 2012-2013